# Leptodermis limprichtii
Leptodermis limprichtii är en måreväxtart som beskrevs av Hubert J.P. Winkler. Leptodermis limprichtii ingår i släktet Leptodermis och familjen måreväxter. Inga underarter finns listade i Catalogue of Life.